# Wydział Nauk Pedagogicznych Uniwersytetu Kardynała Stefana Wyszyńskiego
Wydział Nauk Pedagogicznych Uniwersytetu Kardynała Stefana Wyszyńskiego – jeden z dziesięciu wydziałów Uniwersytetu Kardynała Stefana Wyszyńskiego w Warszawie. Jego siedziba znajduje się przy ul. Wóycickiego 1/3 w Warszawie. Powstał w 2008 w wyniku przekształcenia Instytutu Pedagogiki im. św. Jana Bosko, wywodzącego się z Salezjańskiego Instytutu Wychowania Chrześcijańskiego, założonego w 1988.

## Kierunki kształcenia
Dostępne kierunki:
- Pedagogika (studia I i II stopnia)
- Pedagogika przedszkolna i wczesnoszkolna (jednolite studia magisterskie)
- Pedagogika specjalna (jednolite studia magisterskie)

## Poczet dziekanów
1. prof. dr hab. Jadwiga Kuczyńska-Kwapisz (2008–2016)
2. ks. dr hab. Jan Niewęgłowski (2016–2020)
3. ks. dr hab. Stanisław Chrobak (od 2020)

## Władze wydziału
W kadencji 2020–2024:
| Stanowisko | Imię i nazwisko               |
| ---------- | ----------------------------- |
| Dziekan    | ks. dr hab. Stanisław Chrobak |
| Prodziekan | dr Ewa Kulawska               |

## Struktura organizacyjna

### Instytut Pedagogiki
Dyrektor: ks. prof. dr hab. Jarosław Michalski
- Katedra Pedagogiki Przedszkolnej i Wczesnoszkolnej
- Katedra Pedagogiki Specjalnej
- Katedra Pedagogiki Społecznej
- Katedra Historii Wychowania i Dziejów Oświaty
- Katedra Psychologicznych Podstaw Wychowania
- Katedra Resocjalizacji i Profilaktyki Społecznej
- Katedra Filozofii i Socjologii Wychowania
- Katedra Pedagogiki Ogólnej i Dydaktyki